# Леонович, Борис Николаевич
Борис Николаевич Леонович (12 марта 1912, город Николаев Херсонской губернии — 8 мая 1988, Гребенка Полтавской области) — украинский советский деятель, железнодорожник, инженер путей сообщения, начальник локомотивного депо станции Гребёнка Южной железной дороги в Полтавской области. Депутат Верховного Совета СССР 8-го созыва.

## Биография
Родился в семье рабочего-железнодорожника. Окончил семилетнюю школу, а в 1931 году — Николаевский техникум железнодорожного транспорта.
В 1931—1934 годах — машинист паровозного депо станции Николаева, машинист пассажирских поездов, машинист-инструктор.
В 1934—1937 годах — служба в Красной армии.
В 1937—1939 годах — машинист паровозного депо Киева.
С 1939 по 1941 год работал мастером цеха, приемщиком паровозов, заместителем начальника депо станции Коростень Юго-Западной железной дороги.
Член ВКП(б) с 1940 года.
Во время Великой Отечественной войны с 1941 по 1943 год работал мастером паровозного депо станции Карталы Южно-Уральской железной дороги, уполномоченным наркомата путей сообщения СССР по сбору эвакуированных паровозов, заместителем начальника депо станции Джезказган Карагандинской железной дороги, на Молотовской и Омской железных дорогах.
В 1943—1950 годах — начальник паровозного депо станции Коростень Юго-Западной железной дороги Житомирской области.
В 1950—1976 годах — начальник паровозного (затем — локомотивного) депо станции Гребёнка Южной железной дороги в Полтавской области.
В 1967 году без отрыва от производства окончил Харьковский институт инженеров железнодорожного транспорта.

## Звание
- инженер-майор тяги

## Награды
- орден Ленина (1966)
- два ордена Трудового Красного Знамени (1959,)
- орден Отечественной войны I ст. (18.05.1945)
- медали
- знак «Почетному железнодорожнику»
- знак «Отличный паровозник»
- значок «Ударнику сталинского призыва»
- Государственная премия СССР (1969)